# Посёлок имени Красина
Посёлок имени Красина — населённый пункт в Камешковском районе Владимирской области России. Входит в состав Вахромеевского муниципального образования.

## География
Посёлок расположен на берегу речки Секша в 7 км на юго-запад от центра поселения посёлка Имени Горького, в 13 км на север от райцентра Камешково.

## История
Образован после Великой Отечественной войны, входил в состав Вахромеевского сельсовета, с 2005 года — в составе Вахромеевского муниципального образования.

## Население
| 2002 | 2010 | 2021 |
| ---- | ---- | ---- |
| 332  | ↗351 | ↘312 |

## Инфраструктура
В посёлке расположены Тынцовский фельдшерско-акушерский пункт, дом культуры, операционная касса № 8611/0255 Сберегательного банка РФ, отделение федеральной почтовой связи «Имени Красина».